# Glavoč (otok)
Koordinati:   43°54′05″N, 15°15′02″E
Glavoč je nenaseljen otoček v Jadranskem morju. Pripada Hrvaški.
Glavoč, ki se v nekaterih zemljevidih imenuje tudi Glamoč leži v Kornatih. Otoček, ki ima površino 0,413 km², leži okoli 1 km severno od Žuta, med Dugim otokom in Skalo Veliko. Dolžina obale meri 3,08 km. Najvišji vrh je visok 53 mnm.